# 杜埃卡拉雷
杜埃卡拉雷（義大利語：Due Carrare），是意大利威尼托大区帕多瓦省的一个市镇。总面积26.58平方公里，人口8905人，人口密度335.0人/平方公里（2009年）。国家统计（ISTAT）代码为028106。